# Irish Tour 1965 (The Rolling Stones)
Irish Tour 1965 bylo koncertní turné britské rockové skupiny The Rolling Stones, které sloužilo jako propagace studiového alba The Rolling Stones No. 2. Turné bylo zahájeno koncertem v Belfastu a bylo zakončeno koncertem v Corku.

## Setlist
1. "Everybody Needs Somebody To Love" (intro) (Wexler/Berns/Burke)
2. "Pain In My Heart" (Neville)
3. "Off The Hook"
4. "Route 66" (Troup)
5. "Down The Road Apiece" (Raye)
6. "I'm Moving On" (Snow)
7. "Little Red Rooster" (Dixon)
8. "I'm Alright" (Diddley)
9. "The Last Time"
10. "Everybody Needs Somebody To Love"

## Sestava
The Rolling Stones
- Mick Jagger – (zpěv, harmonika, perkuse)
- Keith Richards – (kytara, doprovodný zpěv)
- Brian Jones – (kytara, doprovodný zpěv)
- Bill Wyman – (baskytara, doprovodný zpěv)
- Charlie Watts – (bicí)

## Turné v datech
| Datum                      | Město   | Stát          | Místo           |
| -------------------------- | ------- | ------------- | --------------- |
| 6. ledna 1965 (2 koncerty) | Belfast | Severní Irsko | ABC Theatre     |
| 7. ledna 1965 (2 koncerty) | Dublin  | Irsko         | Adelphi Theatre |
| 8. ledna 1965 (2 koncerty) | Cork    | Irsko         | Savoy Theatre   |